# Liga de la Costa del Pacífico 1952-53
La Temporada 1952-53 de la Liga de la Costa del Pacífico fue la 8.ª edición y comenzó el 24 de octubre de 1952.
La temporada comenzó con las series: Hermosillo en Mazatlán, Los Mochis en Navojoa, Obregón en Guadalajara y Culiacán en Guaymas.
Esta campaña fue de trascendencia histórica, pues el número de equipos alcanzó la cifra de ocho al incluirse el equipo de Medias Azules de Guadalajara y con el regreso de Naranjeros de Hermosillo.
Hermosillo se reincorporaba al circuito y Navojoa, el que fuera su sustituto, no quiso abandonar su lugar, así es que junto con Mazatlán, Culiacán, Los Mochis, Ciudad Obregón y Guaymas integraban a un número total de siete escuadras; faltaba un club para lograr la paridad necesaria a fin de organizar las confrontaciones semanales y ese resultó ser Guadalajara para sorpresa de muchos.
Don Miguel Cintrón, de origen puertorriqueño y magnate tapatío, al ver fracasar sus Charros de Jalisco en la Liga Mexicana de Béisbol, ingresa a la Liga de la Costa viendo la facilidad de parar grandes trabucos dado que el béisbol de Estados Unidos está en receso durante el invierno. Es así como los Medias Azules de Guadalajara ingresan a la Liga de la Costa del Pacífico.
El 1 de marzo de 1953, los Venados de Mazatlán se coronaron campeones al terminar en la primera posición del standing.

## Sistema de competencia
Se estableció el sistema de competencia de "todos contra todos", se programó un calendario corrido sin vueltas, jugando 20 series, resultando campeón el equipo con mayor porcentaje de ganados y perdidos (primera posición). 

### Calendario
- Número de Series: 2 series en casa x 5 equipos = 10 series + 10 series de visita = 20 series
- Número de Juegos: 20 series x 3 juegos = 60 juegos

## Equipos participantes
| Liga de la Costa del Pacífico 1952-53 |           |                    |                        |                         |           |
| Equipo                                | Fundación | Mánager            | Ciudad                 | Estadio                 | Capacidad |
| Mayos de Navojoa                      | 1950      | Ramón Bragaña      | Navojoa, Sonora        | Revolución              | ***       |
| Medias Azules de Guadalajara          | 1952      | Armando Torres     | Guadalajara, Jalisco   | Tecnológico de la UDG   | 4,000     |
| Naranjeros de Hermosillo              | 1944      | Virgilio Arteaga   | Hermosillo, Sonora     | Fernando M. Ortiz       | 5,000     |
| Ostioneros de Guaymas                 | 1945      | Luis Montes de Oca | Guaymas, Sonora        | "Abelardo L. Rodríguez" | 5,000     |
| Pericos de Los Mochis                 | 1947      | Syd Cohen          | Los Mochis, Sinaloa    | Mochis                  | 3,000     |
| Tacuarineros de Culiacán              | 1945      | Manuel Arroyo      | Culiacán, Sinaloa      | General Ángel Flores    | 4,000     |
| Venados de Mazatlán                   | 1945      | Guillermo Garibay  | Mazatlán, Sinaloa      | Mazatlán                | ***       |
| Yaquis de Ciudad Obregón              | 1947      | Art Lilly          | Ciudad Obregón, Sonora | Álvaro Obregón          | ***       |

## Juego de Estrellas
La 8.ª edición del juego de estrellas de la Liga de la Costa del Pacífico fue celebrado en el Estadio Tecnológico de la UDG, en Guadalajara Jalisco, se llevó a cabo entre la selección Norte y la Sur.
La selección del Sur desató una ofensiva de 18 hits sobre los serpentineros de la selección Norte y se anotó una victoria por 12-6. Jimmy Glad y Frank Kalin destacaron en la ofensiva “sureña” con oportunos triples. La Mala Torres y Bockman contribuyeron también pegando el primero de 5-3 y el segundo de 5-4. Con la pizarra empatada a 6 carreras, la selección Sur consiguió un racimo de 5 carreras en la sexta para llevarse el triunfo. 
La selección Norte estuvo integrada por jugadores de Hermosillo, Navojoa y Ciudad Obregón y la del sur por los de Mazatlán, Culiacán y Guadalajara.

## Standing
| Equipos                      | JJ | JG | JP | JE | PCT  | JV   |
| ---------------------------- | -- | -- | -- | -- | ---- | ---- |
| Venados de Mazatlán          | 59 | 39 | 18 | 2  | .684 | -    |
| Mayos de Navojoa             | 59 | 34 | 22 | 3  | .607 | 4.5  |
| Yaquis de Ciudad Obregón     | 56 | 32 | 24 | -  | .571 | 6.5  |
| Tacuarineros de Culiacán     | 57 | 30 | 26 | 1  | .536 | 8.5  |
| Medias Azules de Guadalajara | 60 | 22 | 33 | 5  | .400 | 16.0 |
| Naranjeros de Hermosillo     | 57 | 19 | 37 | 1  | .339 | 19.5 |
| Ostioneros de Guaymas        | 33 | 13 | 20 | -  | .394 | 25.5 |
| Pericos de Los Mochis        | 35 | 12 | 21 | 2  | .364 | 27   |

| Campeón |

| Se retiró de la competencia |

Nota: El equipo campeón se definió por la primera posición en el standing.

Nota: Los equipos de Guaymas y Mochis abandonaron la competencia por las perdidas económicas el 5 de enero de 1953. 

## Cuadro de honor
| Equipos                      | Posición   |
| ---------------------------- | ---------- |
| Venados de Mazatlán          | Campeón    |
| Mayos de Navojoa             | Subcampeón |
| Yaquis de Ciudad Obregón     | 3° Lugar   |
| Tacuarineros de Culiacán     | 4° Lugar   |
| Medias Azules de Guadalajara | 5° Lugar   |
| Naranjeros de Hermosillo     | 6° Lugar   |
| Ostioneros de Guaymas        | 7° Lugar   |
| Pericos de Los Mochis        | 8° Lugar   |

## Designaciones
A continuación se muestran a los jugadores más valiosos de la temporada.
| Designación         | Ganador      | Equipo              |
| ------------------- | ------------ | ------------------- |
| Jugador Más Valioso | Ángel Castro | Venados de Mazatlán |